# Melidectes princeps
Melidectes princeps е вид птица от семейство Meliphagidae. Видът е световно застрашен, със статут Уязвим.

## Разпространение
Видът е разпространен в Папуа Нова Гвинея.